# إيفان ميرفي
إيفان ميرفي (بالإنجليزية: Evan Murphy)‏ هو دراج أمريكي، ولد في 25 مارس 1988.

## وصلات خارجية
- ايفان ميرفي على موقع الاتحاد الدولي للدراجات (الإنجليزية)
- ايفان ميرفي على موقع أرشيف الدراجات (الإنجليزية)
- ايفان ميرفي على موقع إحصائيات الدراجات الإحترافية (الإنجليزية)